# Rafael Costa
Rafael Costa dos Santos mais conhecido como Rafa Costa  (São Luís, 23 de agosto de 1987), é um futebolista brasileiro que atua como atacante. Atualmente, joga pelo Santa Catarina Clube.

## Carreira
Ficou marcado na história do Avaí Futebol Clube, por fazer parte do elenco na campanha da conquista do acesso à Série A de 2009.
Em 2009 foi acertado o seu empréstimo até o final do ano, para o Itumbiara de Goiás, mas acabou retornando ao Avaí logo após a disputa do Campeonato Goiano aonde o Itumbiara ficou em terceiro lugar. Em 14 de agosto de 2009, foi emprestado pelo clube catarinense e diretamente emprestado ao Mogi Mirim.
No final de abril de 2010, Rafael voltou a se apresentar no Avaí. Já no seu jogo de reestreia pelo time B do Avaí válido pela Copa Santa Catarina, ele marcou um dos gols da equipe na vitória fora de casa. Em 2011, atuou em duas partidas válidas pelo Campeonato Catarinense. Logo após, foi emprestado ao São José-RS para a disputa do Campeonato Gaúcho, aonde atuou em poucas partidas e não marcou nenhum gol. Ao final do estadual, voltou ao Avaí. Ainda em 2011, foi novamente emprestado desta vez para o Metropolitano. Mas, logo após, foi anunciado que o Avaí cancelou o seu contrato e o liberou para assinar com o Metropolitano em definitivo. Sua estreia oficial pelo time de Blumenau, foi no primeiro jogo do clube pelo Campeonato Brasileiro da Série D. Ma oportunidade, o Metrô venceu o jogo de 2–0 fora de casa contra o Cruzeiro-RS. Como ao final da primeira fase o Metropolitano não conseguiu se classificar, Rafael foi emprestado ao Atlético de Ibirama para reforçar o time na sequência da Divisão Especial do Campeonato Catarinense.
Logo em sua estreia pelo time na competição, Rafael foi o destaque da partida anotando 2 gols e garantindo o empate em 3–3, no clássico da região contra o XV de Indaial no estádio Ervin Blaese em Indaial. No dia 9 de outubro, o Atlético venceu o Hercílio Luz no Estádio da Baixada e sagrou-se campeão do turno da competição, garantindo assim a sua volta à Divisão Principal em 2012. Neste jogo, Rafael marcou o primeiro gol do jogo. Na final do campeonato, o Atlético perdeu o título para o Camboriú e ficou com o vice.
Para a temporada de 2012, Rafael Costa retornou ao Metropolitano para a disputa da Divisão Principal do Estadual. Em seu retorno, já na terceira rodada do campeonato, Rafa foi o destaque da partida em que o Metrô venceu o Marcílio Dias por 3–0 marcando dois gols na partida. Pela quinta rodada do estadual jogando em Blumenau contra o Joinville, Rafael marcou três gols na mesma partida e o Metrô venceu o JEC por 4–3. O Metrô acabou não conseguindo a classificação para as semifinais do Estadual, mas Rafael Costa terminou a primeira fase como artilheiro do campeonato com 14 gols. O destaque foi tanto, que o jogador chegou a receber propostas do futebol europeu durante a competição. Ao final do estadual o Metropolitano terminou na quinta colocação geral, e Rafael conquistou a artilharia geral ao lado do atleta do Figueirense Aloísio com 14 gols.
Durante a Série D do Campeonato Brasileiro, Rafael atuou em 10 partidas marcando 4 gols na competição. O Metropolitano acabou sendo eliminado no Mata-mata (jogo) das oitavas de final para o Mogi Mirim.

### Figueirense
No dia 23 de abril de 2013, Rafael Costa foi anunciado como novo reforço do Figueirense. Jogou a Campeonato Brasileiro da Série B e conquistou o acesso a primeira divisão com a equipe alvinegra.
Durante a competição foi um dos destaques da equipe, depois de anotar belos e importantes gols - como o segundo tento na vitória acachapante por 4–0 sobre ex-clube e maior rival, Avaí, em plena Ressacada.
Atuou principalmente com o número 9 às costas.
Rafael terminou a competição como artilheiro alvinegro com 14 gols marcados, em 4º lugar na artilharia. Na disputa pelo prêmio de artilheiro do ano, Rafael ficou em 8º com 27 tentos anotados.

### FC Seoul
Apesar do desejo de permanecer no clube catarinense, Rafael se mudou, no dia 9 de janeiro de 2014 para a Coreia do Sul, para atuar no FC Seoul após uma proposta irrecusável, que beneficiaria tanto o atleta quanto o clube. Deixou uma mensagem agradecendo pelo carinho da torcida do clube alvinegro.

### Ponte Preta
Acertou com a Macaca, até o final do ano, após mal desempenho na Coreia do Sul.

### Joinville
Em janeiro de 2015, Rafael Costa teve o contrato de empréstimo repassado para o Joinville até o final de 2015.

### Ceará
Em junho, após ter rescindido com o Joinville, Rafael Costa foi repassado por empréstimo até o final do ano, ao Ceará.
Em 2016, Rafael Costa retornou ao Ceará, após rescindir com o time coreano.
Foi essencial na campanha do Ceará na Série B 2015 onde ajudou o time a escapar do rebaixamento, fazendo vários gols decisivos, principalmente na última partida contra o Macaé, marcando o gol da vitória de pênalti, esse foi o gol que livrou o Ceará do rebaixamento naquele ano.

### São Caetano
Após o Ceará ter conquistado o acesso para a Série A, Rafael Costa não teve seu contrato renovado, e acabou acertando com o São Caetano.

### CRB
Após o final do Campeonato Paulista, Rafael Costa acertou com o CRB.

### Botafogo-SP
Acertou com o Botafogo de Ribeirão Preto para disputa do Campeonato Paulista e Campeonato Brasileiro da Série B.

## Títulos
Ceará
- Campeonato Cearense: 2017

### Artilharias
- Artilheiro do Campeonato Catarinense de 2012 - 14 gols.[31]

- Artilheiro do Campeonato Catarinense de 2013 - 12 gols.[32]

- Maior artilheiro da história do Metropolitano - 37 gols.

- Artilheiro do Campeonato Paulista de 2019 - Série A1 - 7 gols